# 슬로바키아 코루나
코루나(슬로바키아어: koruna)는 1993년 2월 8일부터 2008년 12월 31일까지 통용된 슬로바키아의 통화로, 1 코루나는 100 할리에르(halier)에 해당된다. "코루나"는 슬로바키아어로 "왕관"을 뜻한다.
슬로바키아는 2005년 11월 28일에 ERM II에 가맹했으며 2009년 1월 1일에 유로를 도입했다. 유로와의 교환 비율은 1 유로 = 30.1260 코루나이다.
코루나는 2009년 1월 16일까지 유로와 함께 통용되었으며 50 할리에르, 1, 2, 5, 10 코루나 동전과 20, 50, 100, 200, 500, 1000, 5000 코루나 지폐가 통용되었다. 10, 20 할리에르 동전은 2003년 12월 31일을 기해 발행이 중단되었으며 5000 코루나 지폐는 1994년에, 200 코루나 지폐는 1995년에 발행되었다.

## 같이 보기
- 체코슬로바키아 코루나
- 체코 코루나
- 슬로바키아의 경제
- 슬로바키아의 유로 주화